# Sango (película)
Sango: El Rey Africano Legendario es una película épica nigeriana de 1997, escrita por Wale Ogunyemi, producida y dirigida por Obafemi Lasode. La película describe la vida y reinado del legendario rey africano Sango que gobernó como Alaafin de Oyo en el siglo XV y se convirtió en una deidad importante del pueblo yoruba.

## Reparto
- Wale Adebayo como Sango.
- Peter Fatomilola como Babalawo Oyo (Herbalista Oyo).
- Rachael Oniga como Obba.
- Joe Layode como Elempe.
- Bukky Ogunnote como Osun (a menudo pronunciado Oshun).
- Gbenga Richards como Samu.
- Laide Adewale como Agbaakin.
- Ayo Akinwale como Bashorun.
- Antar Laniyan como Olowu.
- Ola Tehinse como Balogun.
- Jimi Sholanke como Fantasma.
- Albert Aka-eze como Eliri.
- Toyin Oshinaike como Oluode.
- Peter Fatomilola como Babalawo Oyo.
- Wale Ogunyemi como Lagunan.
- Kola Oyewo como Gran Jefe.
- Kayode Odumosu como Tamodu.
- Doyin Hassan como Omiran.
- Mufu Hamzat como Biri.
- Jumoke Oke-eze como Chantress.

- Florence Richards como Otun Iyalode.
- Remi Abiola como Iyalode.

## Proyección
En 1998, la película fue proyectada por la Sociedad de Película de Lincoln Center, Nueva York, U.S.A. como parte del 4.º Festival de cine africano de Nueva York. En febrero de 1999, la película fue proyectada en el séptimo Festival de cine pan-africano en Los Ángeles. En abril de 2002, la película fue seleccionada para abrir el Festival de cine Internacional de Minneapolis–Saint Paul.

## Premios
- Mejor Largometraje en el 1er Festival de cine Internacional de  Abuya, celebrado en Abuya, Nigeria, en octubre de 2004.
- Mejor Primera Película de un Director en el Festival de cine nigeriano celebrado en Lagos, noviembre de 2003.[6]